# Sparkassen Cup 2001
Lo Sparkassen Cup 2001 è stato un torneo femminile di tennis giocato sul sintetico indoor. È stata l'11ª edizione del torneo, che fa parte della categoria Tier II nell'ambito del WTA Tour 2001. Si è giocato a Lipsia in Germania, dal 24 al 30 settembre 2001.

## Campionesse

### Singolare
Kim Clijsters ha battuto in finale  Magdalena Maleeva con il punteggio di 6–1, 6–1

### Doppio
Nathalie Tauziat /  Elena Lichovceva hanno battuto in finale  Květa Peschke /  Barbara Rittner con il punteggio di 6–4, 6–2